# 무대 디자인

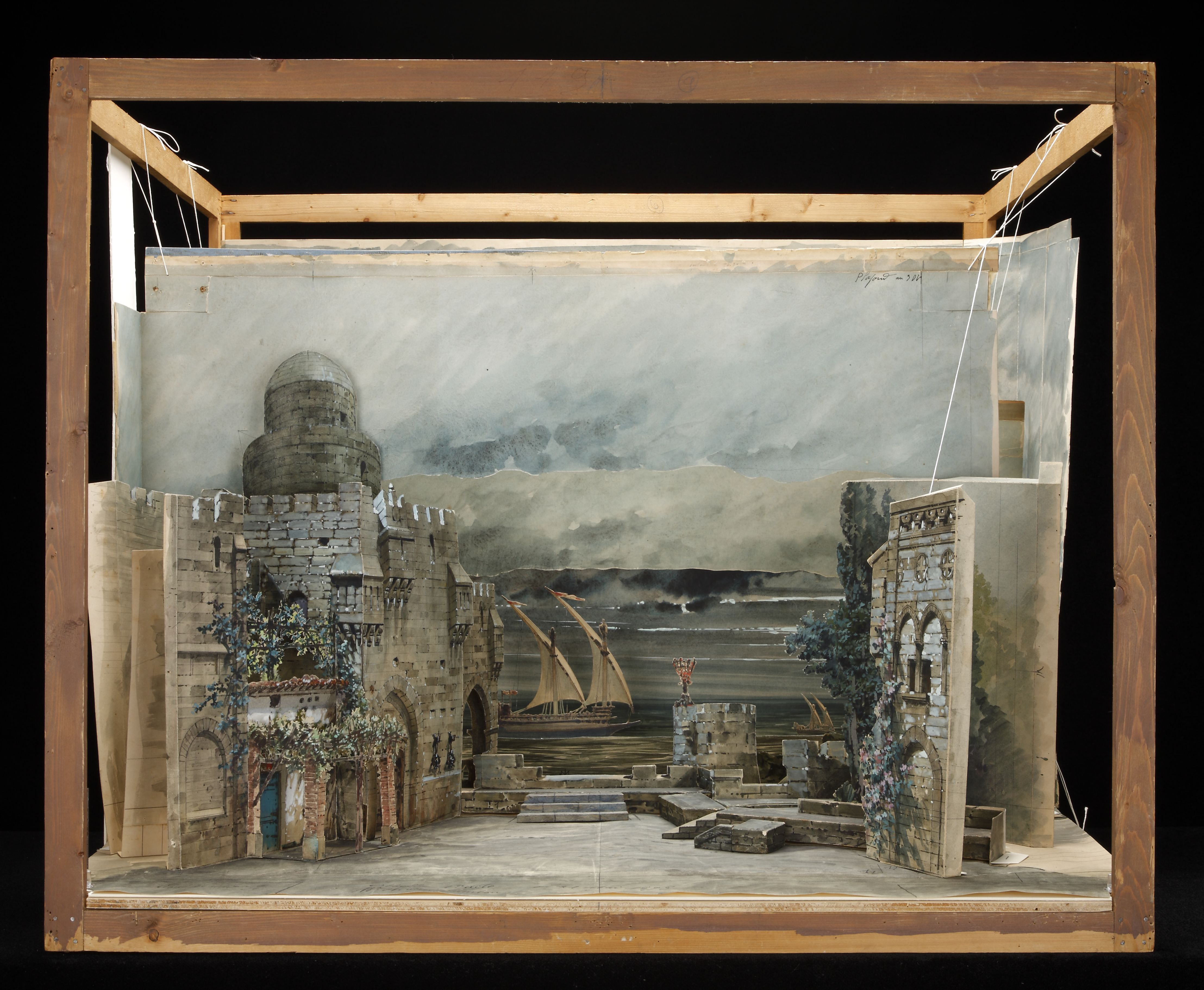
주세페 베르디의 오텔로 세트 디자인 모델

무대 디자인(stage design) 또는 세트 디자인(set design)은 연극, 뮤지컬 등 연극 제작을 위한 풍경을 만드는 것이다. 이 용어는 영화 및 텔레비전 제작에도 적용될 수 있으며, 프로덕션 디자인이라고도 한다. 무대 디자이너는 작품의 전반적인 예술적 목표를 지원하기 위해 세트와 풍경을 만든다. 무대 디자인은 무대 디자인의 한 측면으로, 빛과 소리뿐만 아니라 연극 세트 디자인도 포함한다.

## 저명한 디자이너
- 프란코 체피렐리
- 이니고 존스
- 장피에르 폰넬
- 레온 박스트
- 로버트 윌슨 (연극 감독)
- 루이 다게르